# 利普科沃市镇

利普科沃市镇在北马其顿的位置

利普科沃市镇是北馬其頓的一個市镇，該市镇北接科索沃，西邻丘切尔桑代沃市镇，西南面是首都斯科普里，南邻阿拉契诺沃市镇，東接库马诺沃市镇，總面積267.82平方公里，2020年人口34,689人。

## 外部連結
- 官方网站 （馬其頓文）